# Nomos Tesprotia

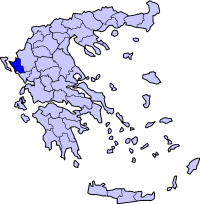
Prefektura Tesprotia na mapie Grecji

Tesprotia (gr. Θεσπρωτία) - do końca 2010 roku prefektura w Grecji w regionie administracyjnym Epir, ze stolicą w Igoumenitsie. Graniczyła od wschodu z prefekturą Janina, od południa z prefekturą Preweza, od północy z Albanią. Od zachodu oblewało ją Morze Jońskie. Jej powierzchnia wynosiła 9203 km². W 2005 roku mieszkało tu 358 698 osób.